# Paul Arthurs
Paul Benjamin Arthurs (Mánchester, Inglaterra, 23 de junio de 1965) es un guitarrista y el fundador Británico de Oasis. Se ocupa de tocar la guitarra rítmica, melotron y piano, y en raras ocasiones el bajo. Participó con los hermanos Gallagher desde 1991 hasta 1999 con  Oasis, en 2013 con Beady Eye y desde 2017 con Liam Gallagher. En 2025 regresó a Oasis. 

## Pre Oasis
Arthurs abandonó la escuela en 1981. Comenzó su primera banda en 1984, llamado "Pleasure and Pain". A finales de 1990, mientras trabajaba como contratista de obras, comenzó una banda con sus amigos, Paul "Guigsy" McGuigan (bajo), Daniel Alexander (batería) y Chris Hutton (voz). A estos últimos los sustituyeron por Liam Gallagher y Tony McCarroll hacíandose llamar The Rain. En 1991 reclutaron al hermano de Liam, Noel Gallagher para ser el compositor de la banda llevándoles al éxito. Había nacido Oasis.

## Oasis
Cuando Hutton fue despedido, fue reemplazado por Liam Gallagher. Gallagher y Arthurs unieron como cocompositores. Sin embargo, la agrupación no gozaba todavía de ningún éxito. Liam cambió el nombre de la banda a "Oasis" y decidió invitar a su hermano Noel, quien quedó como compositor principal y quien trajo consigo una colección de canciones que iban a alcanzar una gran fama. Arthurs recuerda las primeras canciones que Noel Gallagher tocó para él, "Live Forever" y "All Around the World". Arthurs se derrumbó y lloró cuando Noel tocó "Champagne Supernova" en el autobús de la gira. En el DVD "Definitely Maybe" dijo que su canción favorita de Oasis para tocar en vivo era "Columbia", como dice la canción solo se componía de tres acordes que crean un groove hipnótico.
Arthus es multi-intrumentalista, está acreditado en piano la canción "Don't Look Back in Anger", en la cual se ve tocando en el video y tocando en vivo el bajo, la canción "Morning Glory", para el programa Late Show with David Letterman, en 1995, debido a la ausencia de Paul McGuigan. También trató de cantar, junto a Liam, la canción "Bonehead’s Bank Holiday", la cual escrita por Noel y dedicada a Bonehead, apareció en la versión de vinilo del segundo álbum (What's the Story) Morning Glory?, pero finalmente declinó cantarla, siendo cantada por Noel.

## Post-Oasis
Arthurs dejó la banda temporalmente en 1999, durante las sesiones de grabación del cuarto disco de estudio de Oasis, Standing on the Shoulder of Giants. En su declaración oficial él dijo que quería pasar más tiempo con su familia, su primer hijo había nacido el 23 de enero de 1995, su segundo, Jude, nació el 12 de agosto de 1997 y un tercero en 1999. Sin embargo, Noel Gallagher ha comentado en entrevistas que la partida de Arthurs fue de una naturaleza más conflictiva. Según él, mientras grababan el cuarto álbum de la banda en Francia, la banda se encontraba en un período difícil debido a los problemas de Noel y Liam Gallagher con la cocaína y el alcohol, respectivamente, con lo que trataron de prohibir el consumo de estas durante las sesiones; sin embargo, Arthurs frecuentemente invitaba al resto de la banda a beber en estas, "estando abriendo botellas de vino cada vez", según Gallagher. La tensión por la reticencia de Arthurs a la medida creció hasta tal punto que una noche, el mayor de los Gallagher estalló contra él, a lo que un Arthurs ofendido, respondió que se volvía a Inglaterra. Ante esto, Gallagher le respondió que "le pediría un taxi", y Arthurs, después de unos días de reflexión, decidió comunicar al resto de la banda su salida. 
Finalmente, el guitarrista fue reemplazado por Gem Archer. El resto de la banda le restó importancia a la reacción de su partida, Noel Gallagher comenta "No es que sea Paul McCartney dejando los Beatles", aunque también dijo que "Tenemos que respetar su decisión (Bonehead y McGuigan) que son hombres de familia". Gallagher ha admitido en varias ocasiones no tener rencores hacia el exguitarrista rítmico y lo admira por el esfuerzo.
Arthurs ahora vive en Mánchester, donde ha construido un estudio de grabación bajo su casa y formado Moondog One.
En 2004 Arthurs se asoció con Sek Loso a tocar la guitarra rítmica junto a nuevos compañeros del grupo inglés Loso. El grupo realizó una gira de Asia, Europa y los EE. UU. en busca de un contrato discográfico.
A principios de 2007, Arthurs tenía una presencia visible en el noroeste de Inglaterra por primera vez desde que salió de Oasis ocho años atrás.
Él ha estado realizando sesiones de DJ en los clubes, y más recientemente en Londres. Su lista incluye canciones de Oasis, como "Live Forever", y la colaboración entre los hermanos Gallagher, Death In Vegas y The Chemical Brothers.
También presentó un programa de radio en la BBC Radio Mánchester con Terry Christian, Natalie-eve y Michelle Hussey. El programa ha tenido músicos invitados de Mánchester, entre ellos miembros de Happy Mondays, The Smiths y The Charlatans.
En enero de 2009 se unió a la banda de Mánchester "The Vortex", con la que participó en una escena de la película Freight, con Billy Murray y Craig Fairbrass.
El 22 de octubre de 2010, se anunció que Arthurs había dejado The Vortex.
En 2013 se unió a Beady Eye como sustituto temporal de Gem Archer. Actualmente desempeña como guitarrista rítmico de la banda de Liam Gallagher. Sin embargo, el 22 de abril de 2022 en su cuenta de Twitter, anunció que había sido diagnosticado con cáncer de amígdala y decidió tomar un descanso de los escenarios. En 2025 regresó a Oasis en su gira de reunión.

## Parlour Flames
Su último proyecto es con Vinny Peculiar (conocido por Alan Wilkes). Parlour Flames lanzó un álbum homónimo en mayo de 2013, el primer disco de Arthurs desde que dejó Oasis.